# Nathan Lawson
Nathan Lawson (* 29. September 1983 in Calgary, Alberta) ist ein kanadischer Eishockeytorwart, der zuletzt beim slowakischen Erstligisten HK Nitra unter Vertrag stand.

## Karriere
Nathan Lawson begann seine Karriere als Eishockeyspieler bei den Olds Grizzlys, für die er von 2002 bis 2004 in der Alberta Junior Hockey League aktiv war. Anschließend besuchte er drei Jahre lang die University of Alaska Anchorage und spielte parallel für deren Eishockeymannschaft in der National Collegiate Athletic Association spielte. In der Saison 2007/08 gab der Torwart sein Debüt im professionellen Eishockey, als er zunächst für die Phoenix Roadrunners und anschließend die Utah Grizzlies in der ECHL auflief.
Ab der Saison 2008/09 stand Lawson regelmäßig für die Bridgeport Sound Tigers in der American Hockey League zwischen den Pfosten. Im Februar 2010 unterschrieb er zudem einen Vertrag bei deren Kooperationspartner New York Islanders aus der National Hockey League.
Am 5. Juli 2011 einigte sich Lawson auf einen Zweiwegevertrag für ein Jahr bei den Canadiens de Montréal. Nach einer Saison mit den Hamilton Bulldogs unterzeichnete er am 16. Juli 2012 erneut einen Zweiwegevertrag über ein Jahr, diesmal mit den Ottawa Senators. In den folgenden zwei Jahren spielte er für deren Farmteam, die Binghamton Senators, in der American Hockey League.
In der Saison 2014/15 spielte er für den Dornbirner EC in der EBEL. Im Mai 2015 unterschrieb er einen Vertrag für die Saison 2015/16 bei den Vienna Capitals. Nach der Saison verließ er Österreich in Richtung Finnland und unterschrieb im April 2016 einen Vertrag beim Liiga-Verein HPK.
Im Januar 2017 wurde er vom HC 05 Banská Bystrica aus der slowakischen Extraliga für ein Jahr verpflichtet und gewann mit diesem 2017 die slowakische Meisterschaft.

## Erfolge und Auszeichnungen
- 2009 AHL All-Rookie Team
- 2017 Slowakischer Meister mit dem HC 05 Banská Bystrica

## AHL-Statistik
(Stand: Ende der Saison 2011/12)